# الصراع الإيراني الإسرائيلي خلال الحرب الأهلية السورية
يشير الصراع بين إيران وإسرائيل خلال الحرب الأهلية السورية إلى حالة الصراع بين إيران وإسرائيل، في سوريا وما حولها، والذي لا يزال مستمراً دون انتصار لأي من الطرفين. منذ عام 2011 فصاعدًا، مع تزايد تدخل إيران في الحرب الأهلية السورية ، تحول الصراع من حرب بالوكالة إلى مواجهة مباشرة بحلول أوائل عام 2018.
بين عامي 2013 و2017، نفذت إسرائيل في عدة مناسبات هجمات على أهداف لبنانية وإيرانية تابعة لحزب الله داخل سوريا أو لبنان أو دعمت هجمات على تلك الأهداف. وقعت إحدى الحوادث الأولى من هذا النوع التي تم الإبلاغ عنها بشكل موثوق في 30 يناير/كانون الثاني 2013، عندما هاجمت طائرات إسرائيلية قافلة سورية زُعم أنها تنقل أسلحة إيرانية إلى حزب الله. وعلى ما يبدو، وحتى لا تشعر الحكومة السورية بأنها ملزمة بالرد، امتنعت إسرائيل عادة عن التعليق على هذه الحادثة. وأكدت سوريا بعض التقارير عن غارات جوية إسرائيلية في مايو/أيار 2013، وديسمبر/كانون الأول 2014، وأبريل/نيسان 2015، ونفت تقارير أخرى. رفضت إسرائيل بشكل منهجي التعليق على هجماتها المزعومة على أهداف لحزب الله وحزب البعث السوري داخل سوريا. وفي عام 2015، نفذ مسلحون، يعتقد أنهم من حزب الله، هجوما انتقاميا على القوات الإسرائيلية في حقول شبعا. في مارس/آذار 2017، أطلقت سوريا صواريخ مضادة للطائرات على المناطق التي تسيطر عليها إسرائيل في مرتفعات الجولان، ويبدو أنها أسقطت طائرات تابعة للقوات الجوية الإسرائيلية زعمت سوريا أنها كانت في طريقها لمهاجمة أهداف في تدمر، سوريا؛ مستهدفة وبعد هذا الحادث، أعلنت الحكومة الإسرائيلية أنها استهدفت شحنات الأسلحة إلى لبنان التي كانت متجهة إلى القوات المناهضة لإسرائيل، وخاصة حزب الله. ونفت إسرائيل ادعاء سوريا بإسقاط طائرة مقاتلة وتضرر أخرى. ولم تبلغ إسرائيل عن أي طيارين أو طائرات مفقودة في سوريا أو في أي مكان آخر في الشرق الأوسط منذ الحادث. وبحسب بعض المصادر، كانت هذه هي المرة الأولى التي يؤكد فيها المسؤولون الإسرائيليون بوضوح وقوع هجوم إسرائيلي على قافلة لحزب الله خلال الحرب الأهلية السورية.
واعتبارًا من أوائل ديسمبر/كانون الأول 2017، أكد سلاح الجو الإسرائيلي تنفيذ ما لا يقل عن 100 غارة في سوريا قبل ما يصل إلى ست سنوات من ذلك التاريخ، والتي استهدفت جميعها قوافل أسلحة حزب الله وحزب البعث. وفي سبتمبر 2018، أعلن سلاح الجو الإسرائيلي أنه نفذ أكثر من 200 غارة جوية ضد أهداف إيرانية في عامي 2017 و2018 فقط.

## التسلسل الزمني
2018:
وفي فبراير 2018، نفذت إسرائيل غارات جوية إضافية في سوريا، يُعتقد أنها استهدفت عمليات نقل الأسلحة إلى حزب الله . وفي وقت لاحق، تم إسقاط طائرة بدون طيار إيرانية الصنع فوق شمال إسرائيل، كما تم إسقاط طائرة من طراز F-16 تابعة للقوات الجوية في ضربات انتقامية بنيران سورية مضادة للطائرات.
اتهمت روسيا وسوريا إسرائيل بتنفيذ غارة جوية في 9 أبريل 2018، ضد قاعدة التياس الجوية، أو T-4، خارج تدمر ، في وسط سوريا. وأعلنت وزارة الدفاع الروسية أن الطائرات الإسرائيلية أطلقت 8 صواريخ من الأجواء اللبنانية على هذه القاعدة، اعترضت أنظمة الدفاع الجوي السورية 5 منها. وبحسب المرصد السوري لحقوق الإنسان ، فقد قُتل ما لا يقل عن 14 شخصاً وأصيب عدد آخر، نصفهم إيرانيون.
وقُتل ما لا يقل عن 26 مقاتلاً موالياً للنظام في قصف صاروخي في 29 نيسان/أبريل في محافظة حماة وسط سوريا. وبحسب وسائل الإعلام الرسمية الإيرانية، فإن 18 منهم إيرانيون.
وبحسب صحيفة الجريدة الكويتية، فقد هاجمت إسرائيل في 18 حزيران/ يونيو 2018 ميليشيات شيعية عراقية في سوريا بموافقة روسيا والولايات المتحدة وقتلت 52 شخصا.
وزعم ناشطون محليون أن طائرات حربية إسرائيلية استهدفت طائرة شحن إيرانية كانت تفرغ حمولتها في المطار.
2019:
أعلن الجيش الإسرائيلي أنه في الفترة من يناير 2017 إلى سبتمبر 2018 فقط، قصف 202 هدفًا إيرانيًا باستخدام أكثر من 800 قنبلة وصاروخ، أي بمعدل ضربة واحدة كل ثلاثة أيام على القوات الإيرانية مغادرة بعض المواقع، بحسب مسؤولين إسرائيليين.
في 20 يناير، ردت إسرائيل بمهاجمة أهداف إيرانية بالقرب من دمشق ، وأسقطت الدفاعات الجوية السورية طائرات هجومية إسرائيلية. وقال المرصد السوري لحقوق الإنسان إن 21 شخصا، بينهم 12 مقاتلا إيرانيا، قتلوا في الهجمات.
في الأول من يوليو/تموز، هاجمت إسرائيل عدة أهداف عسكرية إيرانية وسورية خارج دمشق وحمص ، مما أسفر عن مقتل 16 شخصًا، من بينهم تسعة مقاتلين أجانب، وإصابة 21 آخرين.
في 23 يوليو، شنت إسرائيل هجوما صاروخيا على مواقع عسكرية ومنشآت استخباراتية مملوكة لإيران والميليشيات التي تسيطر عليها إيران، مما أسفر عن مقتل 6 جنود إيرانيين و3 مسلحين.
وفي 9 سبتمبر/أيلول، هاجمت الطائرات الإسرائيلية مستودع أسلحة تابعاً لميليشيا عراقية موالية لإيران، مما أسفر عن مقتل 21 مسلحاً وتدمير منشآته.
وفي 17 سبتمبر/أيلول، استهدفت الطائرات الإسرائيلية مستودع أسلحة آخر تابع للميليشيات العراقية الموالية لإيران، مما أسفر عن مقتل 10 مقاتلين آخرين.
وفي 19 تشرين الثاني/نوفمبر، بعد إطلاق واعتراض أربعة صواريخ باتجاه الجولان الذي تسيطر عليه إسرائيل، هاجمت الطائرات الإسرائيلية أهدافاً سورية وإيرانية في سوريا ومطار دمشق الدولي، الذي يضم مقر فيلق القدس ومواقع عسكرية أخرى. ووفقاً للمرصد السوري لحقوق الإنسان ومقره المملكة المتحدة، قُتل 23 شخصاً، من بينهم 16 أجنبياً (على الأرجح إيرانيون).
في 6 فبراير/شباط، أطلقت الطائرات الحربية الإسرائيلية صواريخ بالقرب من دمشق، سوريا، مما أسفر عن مقتل 15 جنديًا، من بينهم خمسة سوريين وثلاثة إيرانيين على الأقل. وقالت سوريا إن ثمانية جنود أصيبوا.
وفي 13 شباط/فبراير، استهدفت صواريخ إسرائيلية مستودعات إيرانية بين مطار دمشق الدولي و"حي السيدة زينب"، ما أدى إلى مقتل سبعة جنود. وقال رامي عبد الرحمن ، مدير المرصد السوري لحقوق الإنسان ومقره المملكة المتحدة، إن القتلى هم ثلاثة جنود سوريين وأربعة أعضاء في الحرس الثوري الإيراني.
في 14 سبتمبر، قُتل ما لا يقل عن 10 مسلحين موالين لإيران في غارات جوية يعتقد أن إسرائيل نفذتها في شرق سوريا، حسبما أفاد المرصد.
وفي 22 تشرين الثاني/نوفمبر، قُتل 14 مسلحاً موالياً لإيران من جنسيات أفغانية وعراقية ، خلال قصف شنته طائرات يشتبه أنها إسرائيلية على ضاحية البوكمال
في 26 نوفمبر، قتلت غارات جوية يعتقد أن إسرائيل نفذتها ما لا يقل عن 19 مقاتلا من الميليشيات الموالية لإيران في شرق سوريا، حسبما أفاد مراقب حرب يوم الخميس.
وفي 25 كانون الأول/ديسمبر، استهدفت الطائرات الحربية الإسرائيلية منشآت أسلحة موالية لإيران في منطقة مصياف بعد أن حلقت على ارتفاع منخفض جداً فوق أجزاء من لبنان . وقالت مجموعة مراقبة الحرب إن الغارات الجوية الإسرائيلية في سوريا في ذلك اليوم قتلت ما لا يقل عن ستة جنود يعملون في قاعدة للميليشيات الموالية لإيران في محافظة حماة الغربية.
2021:
في الفترة من 12 إلى 13 يناير/كانون الثاني، ضربت ما لا يقل عن 10 غارات جوية الجبال المحيطة بمدينة دير الزور ، مما أسفر عن مقتل 26 شخصاً، من بينهم 14 جندياً سورياً و12 من الميليشيات المدعومة من إيران. أسفرت ست غارات جوية على مستودعات الأسلحة والذخيرة في صحراء البوكمال عن مقتل ما لا يقل عن 16 مسلحا عراقيا. استهدفت غارتان جويتان مستودعات في صحراء الميادين وقتلت 15 مسلحا أجنبيا. وأسفرت 18 غارة جوية في محافظة دير الزور عن مقتل 57 شخصا، وهو أعلى عدد من القتلى منذ بدء الهجمات الإسرائيلية على سوريا حتى ذلك الوقت.
2023:
في الأول من كانون الثاني (يناير)، هاجمت القوات الجوية الإسرائيلية مطار دمشق الدولي وعطلته، مما أسفر عن مقتل ثلاثة جنود سوريين واثنين من الجنود غير السوريين.
في 13 سبتمبر/أيلول، أدى هجوم إسرائيلي على طرطوس إلى مقتل جنديين سوريين على الأقل وإصابة ستة آخرين.
وأدى هجوم إسرائيلي آخر في منطقة حماة إلى وقوع أضرار مادية.
في 12 تشرين الأول/أكتوبر، بعد بدء الحرب بين إسرائيل وحماس ، أفادت الأنباء أن إسرائيل هاجمت  مطارين دوليين في حلب ودمشق لإعادة طائرة ماهان الإيرانية التي كانت على وشك الهبوط في سوريا إلى طهران.

## أنظر أيضا
- الصراع بالوكالة بين إيران وإسرائيل
- الحرب الأهلية السورية
- حرب 2023 بين إسرائيل وحماس